# Ольга Вюртемберзька
Ольга Александріна Марія Вюртемберзька (нім. Olga Alexandrine Marie von Württemberg, 1 березня 1876 — 21 жовтня 1932) — представниця Вюртемберзького дому, донька герцога Вюртемберзького Ойгена та російської великої княжни Віри Костянтинівни, дружина принца Шаумбург-Ліппського Максиміліана.

## Біографія
Народилася разом із старшою сестрою-близнючкою Ельзою 1 березня 1876 року у Штутгарті в родині герцога Вюртемберзького Ойгена та його дружини Віри Костянтинівни Романової. Старший брат дівчаток, Карл Ойген, помер немовлям за кілька місяців до їхнього народження. Мешкало сімейство у великому будинку в центрі Штутгарта. Батька, який служив у армії, в грудні місяці перевели до Дюссельдорфу, а у січні 1877 року він раптово помер, за офіційною версією через падіння з коня, а за думкою багатьох — через загибель на дуелі. Матір заміж більше не виходила. Їй пропонували повернутися до Росії, однак вона вирішила залишитися на новій батьківщині. Займалася благодійністю.
У 1896 році Ольга разом із матір'ю та сестрою відвідала коронацію імператора Миколи II у Москві.

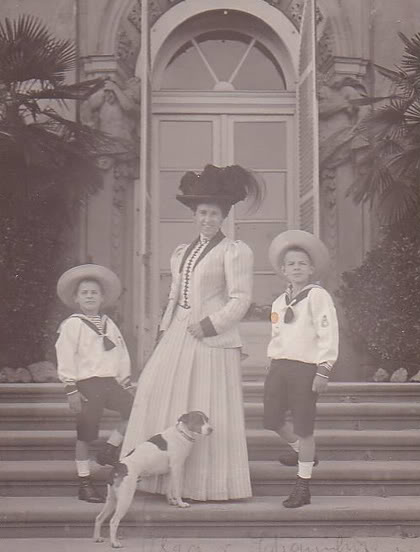
Ольга із синами

Існували плани щодо шлюбу герцогині із принцом Максиміліаном Баденським. Навесні 1898 року повідомляли також про заручини Ольги із принцом Євгеном Шведським, молодшим сином короля Швеції Оскара II. Втім, ці проекти залишилися не здійсненими.
У 22 роки взяла шлюб із 26-річним принцом Шаумбург-Ліппе, Максиміліаном, кузеном правлячого князя Георга. Весілля відбулося 3 листопада 1898 у Штутгарті. За дев'ять місяців народила первістка. Всього у подружжя було троє синів. Всі вони народилися у Людвігсбурзі.
Чоловік Ольги помер молодим навесні 1904 року в Опатії. Герцогиня й надалі мешкала у Людвігсбурзькому палаці. Заміж більше не виходила, виховувала синів. Вчитель хлопчиків, Рудольф Тіц, у своїх мемуарах відзначав, що родина вела скромне життя, незважаючи на розкішну обстановку.
У листопаді 1929 року принц Ойген потрапив у авіакатастрофу і помер від поранень.
Герцогиня пішла з життя 21 жовтня 1932 року, в останні місяці існування Веймарської республіки. Була похована разом із чоловіком та синами на Новому цвинтарі Людвігсбурга.

## Родина
Чоловік — Максиміліан, принц Шаумбург-Ліппський
Діти:
- Ойген (1899—1929) — одружений не був, дітей не мав;
- Альбрехт (1900—1984) — був одружений з баронесою Вальбургою фон Гіршберг, мав позашлюбну доньку;
- Бернхард (1902—1903) — прожив півроку.

## Нагороди
- Орден святої Катерини 1 ступеня (Російська імперія) (23 травня 1896).